# Балтійський флот Росії
Балті́йський флот Росі́ї — оперативно-стратегічне об'єднання Військово-Морського Флоту Росії на Балтійському морі. Основні пункти базування — Балтійськ (Калінінградська область) і Кронштадт (Ленінградська область). У своєму складі має дивізію надводних кораблів, бригаду дизельних підводних човнів, з'єднання допоміжних, навчальних та пошуково-рятувальних суден, ВПС флоту, берегові війська, частини тилового, технічного та спеціального забезпечення. Флагман флоту — есмінець «Наполегливий».

## Завдання
Основними завданнями Балтійського флоту Росії зараз є: захист економічної зони та районів виробничої діяльності, припинення незаконної виробничої діяльності; забезпечення безпеки судноплавства; виконання зовнішньополітичних акцій уряду в економічно важливих районах Світового океану (візити, ділові заходи, спільні навчання, дії у складі миротворчих сил тощо).

## Історія

### Російська імперія
Днем народження флотилії офіційна російська історіографія вважає 18 травня 1703. У цей день гребна флотилія з солдатами Преображенського і Семенівського полків під командуванням Петра I, начебто здобула першу бойову перемогу, захопивши в гирлі Неви два шведських військових судна — «Гедан» і «Астрільд».
На момент смерті Петра I Балтійський флот складався з 36 кораблів, 16 фрегатів, 70 галер і 280 різних суден..

### Радянський Союз
Докладніше — у статті Балтійський флот СРСР

## Корабельний склад
Дизельні підводні човни −2 (Б-277 «Виборг», Б-806 «Дмитров»);
Есмінці −2 («Беспокійний», «Наполегливий»);
Корвети — 3 («Кмітливий», «Бойкій», «Стерегущий»);
Сторожові кораблі — 2 («Ярослав Мудрий», «Неустрашимий»);
Малі ракетні катери −4 («Гейзер», «Пассат», «Злива», «Зибь»);
Малі протичовнові кораблі −7 («Уренгой», «Казанець», «Зеленодольськ», МПК-105, МПК-227, «Алексін», «Калмикія»);
Ракетні катери −7 (Р-129 «Кузнецьк», Р-257, Р-47, Р-187, Р-2, «Димитровоград», «Зарічний»);
Базові тральщики — 5 (БТ-230, БТ-212, БТ-115, «Сергій Колбасєв», «Олексій Лебедєв»);
Великі десантні кораблі − 4 («Мінськ», «Олександр Шабалін», «Корольов», «Калінінград»);
Малі десантні кораблі на повітряній подушці — 2 («Євген Кочешков», «Мордовія»);
Десантні катери — 6
Рейдові тральщики — 14